# Убий своїх коханих
«Убий своїх коханих» (англ. Kill Your Darlings) — американська біографічна драма 2013 року, режисерський дебют Джона Крокідаса. Прем'єрний показ фільму відбувся на 29-му щорічному кінофестивалі Санденс, на якому отримав перші позитивні відгуки. Головні ролі в стрічці виконали Денієл Редкліфф, Дейн ДеГаан, Майкл Голл.

## Сюжет
Кінострічка оповідає про уривок студентського життя чотирьох друзів: Аллена Гінсберга (Денієл Редкліфф), Люсьєна Карра (Дейн ДеГаан), Вільяма Барроуза (Бен Фостер) і Джека Керуака (Джек Г'юстон) і як убивство в 1944 році об'єднує великих поетів покоління бітників. Також одним з центральних персонажів є вчитель Девід Каммерер (Майкл Голл).

## У ролях
| Актор                | Роль                         |
| -------------------- | ---------------------------- |
| Денієл Редкліфф      | Аллен Гінсберг               |
| Дейн ДеГаан          | Люсьєн Карр                  |
| Майкл Голл           | Девід Каммерер               |
| Бен Фостер           | Вільям Барроуз               |
| Джек Г'юстон         | Джек Керуак                  |
| Елізабет Олсен       | Еді Паркер                   |
| Дженніфер Джейсон Лі | Наомі Гінсберг               |
| Девід Кросс          | Луї Гінсберг                 |
| Кіра Седжвік         | Маріан Карр                  |
| Джон Каллум          | професор Гаррісон Росс Стівз |

## Створення
Сценарій багато в чому заснований на ранній роботі 22-річного Керуака і 30-річного Барроуза «І бегемоти зварилися у своїх басейнах», де вони описали всю цю історію. Твір пролежав на полиці 60 років, на прохання самого Люсьєна Карра. Він не хотів, щоб хто-небудь знав про його гомосексуальності — після в'язниці зажив виключно нормальним життям, на відміну від своїх колишніх друзів, завів сім'ю і дітей, порвав з літературою, але займався журналістикою. З тієї ж причини він попросив Алена Гінзберга прибрати з першої й наступних книг посвяти йому.
2008 року, виконуючи роль у бродвейській п'єсі Equus, Денієл Редкліфф пройшов прослуховування й отримав роль Аллена Гінзберга. Редкліфф пішов на зйомки останніх двох частин фільмів про Гаррі Поттера, «Гаррі Поттер і смертельні реліквії», і без нього розглядалися Кріс Еванс, Джессі Айзенберг і Бен Вішоу. Незабаром після цього фінансування фільму зірвалося. Коли режисер Джон Крокідас почав виробництво фільму знову, він знову запропонував роль Гінзберга Редкліффу.
Зйомки фільму проходили з березня по травень 2012 року в Нью-Йорку, а також його районі Квінз і мікрорайоні Іст-Вілледж в Нижньому Мангеттені

### Відгуки
«Убий своїх коханих» отримав загалом позитивні відгуки від критиків. Агрегатор відгуків Rotten Tomatoes дає фільму рейтинг в 77 %, ґрунтуючись на відгуках 119 критиків, і загальну оцінку в 6.7/10. Консенсус сайту говорить: «Підтримувана величезною хімією між Денієлом Редкліффом і Дейном Дехааном, „Убий своїх коханих“ наводить яскравий прожектор на ранню історію біт-покоління».
The Daily Telegraph присвоїла фільму три з п'яти зірок, стверджуючи, що «на відміну від останньої адаптації „На дорозі“ Вальтера Саллеса, що сприймає філософію бітників з широкою і легковірною посмішкою, „Убий своїх коханих“ цікавиться цінностями руху і не передбачає геніальності своїх персонажів»

## Нагороди
| Нагорода                                 | Дата церемонії                  | Категорія                           | Одержувачі та номінанти | Результат |
| ---------------------------------------- | ------------------------------- | ----------------------------------- | ----------------------- | --------- |
| Лондонський кінофестиваль                | 19 Жовтня 2013 року             | «Сазерленд Трофі»                   | Джон Крокідас           | Номінація |
| Gotham Awards                            | 2 грудня 2013 року              | найкращий прорив                    | Дейн ДеГаан             | Номінація |
| Міжнародний кінофестиваль у Хемптонсі    | 12 жовтня 2013 року             | Breakthrough Performer              | Дейн ДеГаан             | Перемога  |
| Міжнародний кінофестиваль у Хемптонсі    | 12 жовтня 2013 року             | Breakthrough Performer              | Джек Г'юстон            | Перемога  |
| Міжнародний кінофестиваль у Палм-Спрінгс | 5 січня 2013 року               | Режисери, яких треба дивитися       | Джон Крокідас           | Перемога  |
| Санденс                                  | 29-й кінофестиваль «Санденс»    | Приз великого журі                  |                         | Номінація |
| Венеційський кінофестиваль               | 70-й Венеційський кінофестиваль | The Venice Days International Award |                         | Перемога  |

## Знімальна група
- Режисер — Джон Крокідас
- Сценарист — Джон Крокідас, Остін Банн
- Продюсер — Майкл Бенаройя, Крістін Вакон, Роуз Гангузза, Джон Крокідас
- Композитор — Ніко Мюлі